# S.C.I.
『S.C.I.』（エス・シー・アイ）は、タイトーが開発して1989年に稼動されたアーケード用レースゲーム。同社から稼働された『チェイスH.Q.』（1988年）の続編で、カーアタックゲーム第二弾である。なお、タイトルの「S.C.I.」は、Special Criminal Investigation（特別犯罪捜査官）の略であり、ゲームのタイトル画面にも表示されている。
1990年に欧州でAmiga、Atari ST、コモドール64、ZX Spectrum、1992年にセガ・マスターシステムに移植された。日本国内では1991年にPCエンジンに移植された。
アーケード版は後にセガサターン用ソフト『タイトーチェイスH.Q. プラス S.C.I.』（1996年）、PlayStation 2用ソフト『タイトーメモリーズII 上巻』（2007年）に収録された。PCエンジン版は2008年にWii用ソフトとしてバーチャルコンソールにて配信された。

## 概要
前作同様、覆面パトカーを運転して逃走する犯人の乗った車とカーチェイスを行い、制限時間内に逃走車を破壊させて逮捕するという内容。前作と同じく、回数制限のターボスイッチにより、急加速で逃走車との距離を詰めたり大きな破壊を与えることが可能。また、犯人の車への体当たりのみで少しずつ破壊させていた前作とは違い、ハンドルについたボタンを押すことで犯人の車を銃撃して少しずつ破壊させることが可能となった。今作の覆面パトカーは、日産・フェアレディZ32を模したクルマである（前作はポルシェ・928を模したクルマ）。

## ゲーム内容
犯人を逮捕する5ステージと爆弾の仕掛けられた工場に人質を救助に向かう最終ステージの全6ステージ構成。最終ステージのみ、コンティニュー不能。
犯人の車に肉薄すると上空のヘリコプターよりパラシュートでバズーカ砲が投下され、弾数制限はあるもののこれを命中させることで通常の銃撃よりはるかに強力な攻撃をすることが可能。第4ステージでは追跡車両が護送車なのでショットガンの使用が認められる。
覆面パトカーは常に背面から見た形になっているが、逮捕画面では覆面パトカーの横側が見えられる。前面は、無線でターゲットの情報を確認する場面と最終ステージにて無事到着し救出かつ脱出した時に一瞬だけ見られる。

## 移植版
| No. | タイトル                                     | 発売日        | 対応機種                                | 開発元       | 発売元         | メディア                              | 型式       | 売上本数 | 備考               |
| --- | -------------------------------------------- | ------------- | --------------------------------------- | ------------ | -------------- | ------------------------------------- | ---------- | -------- | ------------------ |
| 1   | Chase H.Q. II Special Criminal Investigation | 1990年        | Amiga Atari ST コモドール64 ZX Spectrum | ICE Software | Ocean Software | フロッピーディスク カセットテープ     | -          | -        |                    |
| 2   | S.C.I.                                       | 1991年1月25日 | PCエンジン                              | タイトー     | タイトー       | 4メガビットHuCARD                     | TP03016    | -        |                    |
| 3   | Special Criminal Investigation               | 1992年11月    | セガ・マスターシステム                  | ナツメ       | セガ           | 2メガビットロムカセット               | 7079       | -        |                    |
| 4   | タイトーチェイスH.Q. プラス S.C.I.           | 1996年8月6日  | セガサターン                            | タイトー     | タイトー       | CD-ROM                                | T-1105G    | -        |                    |
| 5   | タイトーメモリーズII 上巻                    | 2007年1月25日 | PlayStation 2                           | タイトー     | タイトー       | DVD-ROM                               | SLPM-66649 | -        |                    |
| 6   | S.C.I.                                       | 2008年7月28日 | Wii                                     | タイトー     | タイトー       | ダウンロード （バーチャルコンソール） | -          | -        | PCエンジン版の移植 |

PCエンジン版
- ボタンが4つのPCエンジンのコントローラではアクセル、ターボ、ブレーキ、銃撃、ゲームの一時停止の全てに対応できないので、方向キーの上下にまで機能を割り振った2種類のボタン配置が用意されている。

セガサターン版『タイトーチェイスH.Q. プラス S.C.I.』
- 前作の『チェイスH.Q.』も収録。

PlayStation 2版
- タイトーメモリーズII 上巻に収録。

## スタッフ
- プロジェクト・リーダー：George Jyuttute
- ゲーム・デザイナー：酒匂弘幸、堀内文雄、西川英治
- ソフトウェア：George K-5、菊池優一、David Uematsu、さこかずのり
- キャラクター・デザイナー：OOLONG YAMADA（山田たかし）、GYOZA OHMAE（おおまえこうじ）、KAWAMOYAN（河本憲孝）、GISHIKUN（川岸誠治）、伏屋一勝、GOMACHAN、NEKO MINAKO（もりもとみなこ）、五十嵐恒三、仙波隆綱、篠田徹也、小川貴之
- サウンド・クリエイト：ZUNTATA、浅野孝已（ゴダイゴ）
- ハードウェア：山口雅裕、よしむらゆずる
- メカニカル・デザイナー：山田いつじ、ささきかずあき、でぐちたかあき
- デザイナー：いわおかあつし

## 評価
アーケード版
ゲーム誌『ゲーメスト』（新声社）誌上で行われていた「第4回ゲーメスト大賞」（1990年度）において、年間ヒットゲーム39位を獲得した。
PCエンジン版
ゲーム誌『ファミコン通信』の「クロスレビュー」では合計で26点（満40点）、『月刊PCエンジン』では75・80・80・80・80の平均79点（満100点）、『マル勝PCエンジン』では7・6・7・7の合計27点（満40点）、『PC Engine FAN』の読者投票による「ゲーム通信簿」での評価は以下の通りとなっており、20.63点（満30点）となっている。また、この得点はPCエンジン全ソフトの中で290位（485本中、1993年時点）となっている。
| 項目 | キャラクタ | 音楽 | 操作性 | 熱中度 | お買得度 | オリジナリティ | 総合  |
| 得点 | 3.46       | 3.42 | 3.41   | 3.55   | 3.24     | 3.56           | 20.63 |